# Trident de Goodman
El trident de Goodman (Triaenops goodmani) és un ratpenat extint de la família dels rinonictèrids. És conegut únicament a partir de tres mandíbules trobades el 1996 a la cova d'Anjohibe, al nord-oest de Madagascar. L'espècie fou descrita el 2007 per la naturalista Karen Samonds a partir d'aquest material de 10.000 anys d'antiguitat com a màxim. El nom específic li fou assignat en honor de Steven M. Goodman, un naturalista estatunidenc, pel seu treball sobre els ratpenats malgaixos. Un fragment d'húmer de quiròpter trobat a la mateixa localitat no s'ha atribuït a l'espècie amb certesa i podria correspondre al trident rogenc (T. menamena), una espècie vivent.
S'ha relacionat el trident de Goodman amb Triaenops o Paratriaenops, un altre gènere molt proper, basant-se en una sèrie caràcters dentals, com ara la quarta premolar unicuspidada, semblant a una canina, o l'espai que separa l'entocònid de l'hipoconúlid a les dues primeres molars. El trident de Goodman és més gros que les espècies malgaixes actuals de Triaenops i Paratriaenops. El protocònid de la primera molar amb prou feines supera la mida de l'hipocònid, mentre que en les altres espècies és bastant més gros.

## Descripció

Vista labial d'una mandíbula parcial. D'esquerra a dreta, la quarta premolar (p4) i les dues primeres molars (m1 i m2).

El trident de Goodman és conegut a partir de tres mandíbules: una que presenta la quarta premolar (p4) i les dues primeres molars (m1 i m2) i dues que només presenten la segona i tercera molars (m2 i m3). La mandíbula és relativament robusta.
La p4 té una sola cúspide i manca de làmines accessòries, per la qual cosa sembla una canina. És igual d'alta que l'm1. Les molars són més llargues que en el trident rogenc, Paratriaenops auritus i P. furculus. L'm2 mesura 1,55-1,57 mm de llargada i 0,98-1,02 mm d'amplada. En l'm1, el grup de cúspides anterior (el trigònid) és més estret i lleugerament més alt que el talònid, al darrere de la dent. El protocònid, una de les cúspides principals del trigònid, és la cúspide més alta, però amb prou feines és més alta que l'hipocònid (una cúspide del talònid); en els Triaenops i Paratriaenops malgaixos actuals, el protocònid és bastant més alt que l'hipocònid. El paracònid, el metacònid (dues cúspides del trigònid) i l'entocònid (una cúspide del talònid) són més baixos que en P. auritus. L'hipoconúlid (part del talònid) és baix però visible i és la cúspide més petita. Queda separat de l'entocònid per un espai. El trident de Goodman manca de preentocrístid, una cresta que enllaça l'entocònid i el metacònid. Hi ha una cresta (cíngol) al davant i el darrere de la dent. Les dues últimes molars s'assemblen a l'm1, però en l'm2, el talònid és només una mica més ample que el trigònid i, en l'm3, tenen la mateixa mida. Finalment, hi ha un pla entre el protocònid i l'hipocònid en l'm2 i l'm3 és més petita, manca d'espai entre l'entocònid i l'hipoconúlid i només té una petita cresta entre l'entocònid i el metacònid. Aquestes característiques són típiques dels gèneres Triaenops i Paratriaenops.
Samonds trobà un extrem distal d'húmer de Triaenops de 3,58 mm de llargada a la mateixa localitat on s'havia descobert el trident de Goodman. Aquest os és similar als húmers del trident rogenc, però no se'l pot atribuir a cap espècie amb tota certesa a causa de la minsa diferència de mida entre el trident rogenc i el trident de Goodman. A la localitat NCC-1 (fa 69.600-86.800 anys) es trobaren dues mandíbules de Triaenops, una amb la p4 i l'm1 i l'altra amb l'm1, l'm2 i un fragment d'm3. Aquests ossaments es poden relacionar amb els Triaenops i Paratriaenops actuals, però l'm1 d'aquestes mandíbules és més llarga i estreta. Encara que només hi ha dos ossaments, les seves dimensions semblen diferents de les del trident de Goodman. A més a més, la cresta entre l'entocònid i el metacònid és més forta que en el trident de Goodman. Samonds assignà aquestes restes al gènere Triaenops sense més precisió.

## Taxonomia
El 1996, un equip encapçalat per David Burney recollí bretxes que contenien les restes de ratpenats i d'altres animals a la cova d'Anjohibe, al nord-oest de Madagascar. Els quiròpters d'aquestes mostres foren descrits per Karen Samonds (que aleshores portava el cognom del seu marit, Mitch Irwin) per a la seva tesi de doctorat el 2006 i posteriorment en un article el 2007. Samonds catalogà diverses espècies vivents i descrigué dues noves espècies fòssils, T. goodmani i Hipposideros besaoka. En aquell moment, Triaenops contenia tres espècies malgaixes: T. auritus, T. furculus i T. rufus. Steven M. Goodman i Julie Ranivo descobriren posteriorment que el nom rufus no es podia aplicar a una espècie de Madagascar i proposaren el nom T. menamena per als ratpenats malgaixos coneguts com a T. rufus fins aleshores. El mateix 2009, Petr Benda i Peter Vallo traslladaren les altres espècies del gènere, ambdues malgaixes, al gènere Paratriaenops amb el nom de Paratriaenops auritus i Paratriaenops furculus.
El nom específic goodmani li fou assignat en honor de Steven M. Goodman, un naturalista estatunidenc, pel seu treball sobre els ratpenats malgaixos. El material tipus de T. goodmani data de l'Holocè i té un màxim de 10.000 anys. Una anàlisi cladística basada en dades morfològiques no permeté aclarir les relacions filogenètiques del trident de Goodman, però tampoc no el classificà juntament amb els altres Triaenops i Paratriaenops estudiats. En un article publicat el 2008, Amy Russell et al. avançaren la hipòtesi que les característiques cranials del trident de Goodman podrien situar-lo dins el grup T. furculus–T. auritus, espècies que actualment es classifiquen al gènere Paratriaenops.